# Rhabdomastix californiensis
Rhabdomastix californiensis är en tvåvingeart som beskrevs av Alexander 1921. Rhabdomastix californiensis ingår i släktet Rhabdomastix och familjen småharkrankar. Inga underarter finns listade i Catalogue of Life.